# Acaste
Acaste (Grieks: Ακαστη) was in de Griekse mythologie een van de kinderen van Tethys en Oceanus (de Oceaniden). Ze was de godin van de onvoorspelbare aard van de regen; haar naam betekent "Onstabiele".